# Dumbledoreova Armija
Dumbledoreova Armija (D.A.) imaginarna je organizacija osnovana u Harryju Potteru i Redu feniksa, petoj knjizi iz serije Harry Potter autorice J. K. Rowling.
Dolores Umbridge, profesorica Obrane od mračnih sila, odlučila poučavati samo teoriju zbog svog šefa, Corneliusa Fudgea, koji se bojao da Albus Dumbledore pokušava sastaviti vojsku od svojih učenika kako bi svrgnuo čarobnjačku vladu. Taj njezin potez nije bio popularan među učenicima, a posebno među onima s pete godine koji su te godine polagali ČAS-ove koji uključuju i praktični dio ispita. To je ponukalo Hermione Granger da predloži osnivanje grupe u kojoj bi Harry Potter (koji je skupio podosta znanja o tom predmetu) poučavao sve one koji su zainteresirani za praktičnu primjenu Obrane od mračnih sila. 
Hermione i Ron uspjeli su naći "nekoliko" zainteresiranih ljudi (njih dvadeset petero) koji su se sastali s Harryjem, Ronom i Hermione u Hogsmeadeu, u Veprovoj glavi, kako bi razgovarali o osnivanju grupe. Umbridgeova je saznala za osnivanje grupe i zabranila sve učeničke udruge i organizacije koje ona nije odobrila. Novoosnovana je grupa zato djelovala tajno sa sjedištem u Sobi potrebe gdje su se sastajali otprilike jednom tjedno nekoliko mjeseci. Komunicirali su pomoću magičnih zlatnih kovanica (lažnih galeona) koje je napravila Hermiona.
Na kraju je prijateljica Cho Chang, Marietta Edgecombe, izdala grupu ispričavši sve Umbridgeovoj što je rezultiralo pojavom prišteva na njezinom licu koji su ispisali riječ "cinkarošica" na njezinom licu zato što je Hermione Granger začarala pergament na koji su se svi iz grupe potpisali na prvom sastanku. Kako bi spriječio da Harryja izbace iz škole, Dumbledore je uz pomoć Kingsleya Shacklebolta uspio sebi smjestiti za osnivanje grupe. Nakon "priznanja" uspio je bez problema pobjeći unatoč dvojici aurora, Ministru magije i Dolores Umbridge.
Iako su se članovi D.A. nakon toga prestali sastajati, članovi su naučili mnogo toga, čak i po standardima Ministarstva magije.

## Članovi D.A.
- Hannah Abbott
- Lavender Brown
- Katie Bell
- Susan Bones
- Terry Boot
- Cho Chang
- Michael Corner
- Colin Creevey
- Dennis Creevey
- Marietta Edgecombe
- Justin Finch-Fletchley
- Seamus Finnigan
- Anthony Goldstein
- Hermione Granger
- Angelina Johnson
- Lee Jordan
- Neville Longbottom
- Luna Lovegood
- Ernie Macmillan
- Padma Patil
- Parvati Patil
- Harry Potter (vođa)
- Zacharias Smith
- Alicia Spinnet
- Dean Thomas
- Ginny Weasley
- Fred Weasley
- George Weasley
- Ron Weasley